# Dysstroma pendleburyi
Dysstroma pendleburyi är en fjärilsart som beskrevs av Louis Beethoven Prout 1932. Dysstroma pendleburyi ingår i släktet Dysstroma och familjen mätare. Inga underarter finns listade i Catalogue of Life.